# Rola-das-galápagos
Zenaida galapagoensis é uma espécie de ave da família Columbidae.
É endémica das Galápagos (Equador).
Os seus habitats naturais são: florestas secas tropicais ou subtropicais e matagal árido tropical ou subtropical.